# 10-та гірсько-піхотна дивізія (США)
10-та гі́рсько-піхо́тна диві́зія а́рмії США (англ. 10th Mountain Division (United States) — військове піхотне з'єднання армії США. Заснована 15 липня 1943 року. Пункт постійної дислокації є гарнізони в штаті Нью-Йорк. Штаб-квартира розташована в Форт Драм, Нью-Йорк.

## Структура дивізії

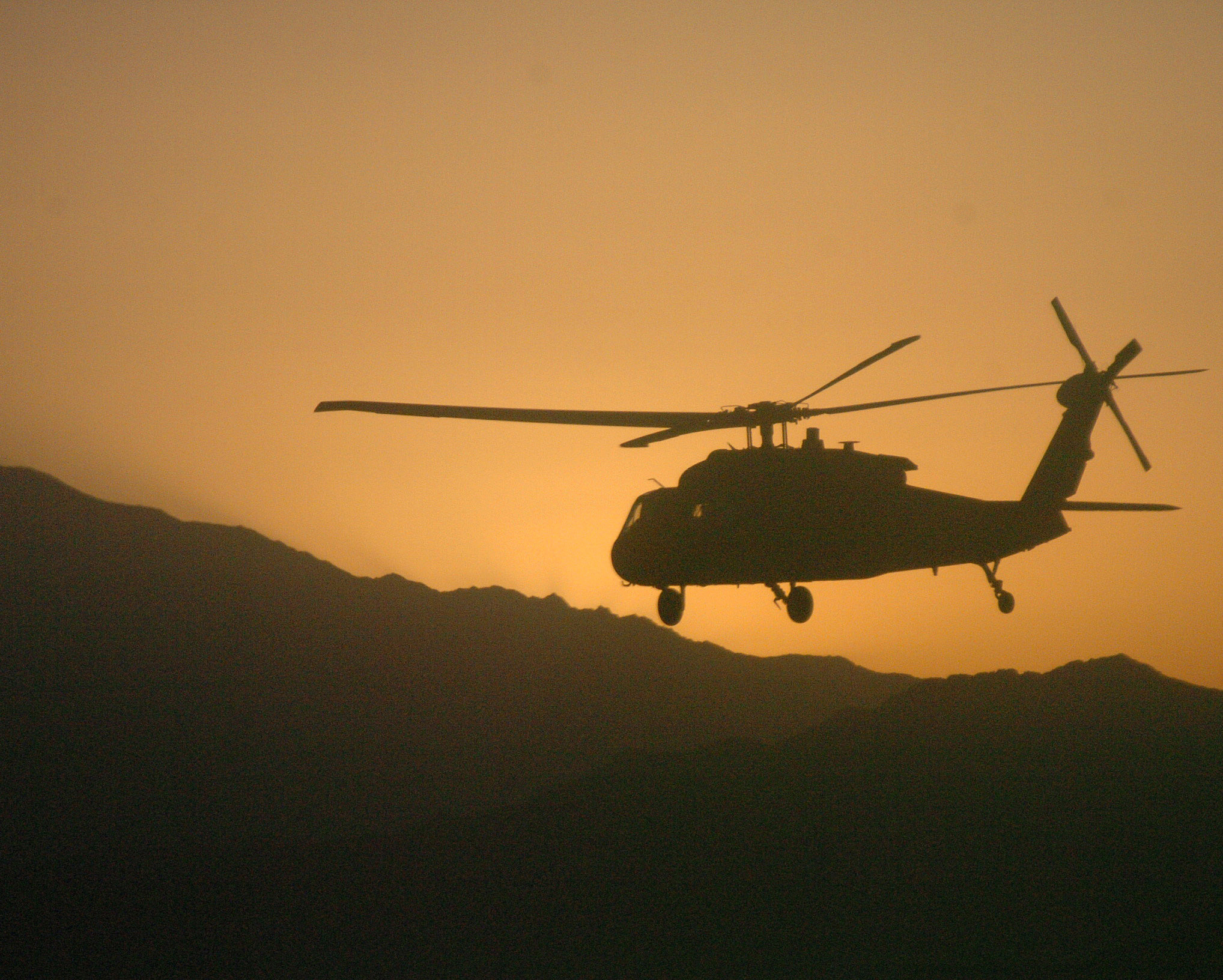
Вертоліт UH-60 перевозить солдат 10-ї гірсько-піхотної дивізії під час проведення операції. Афганістан. 2008

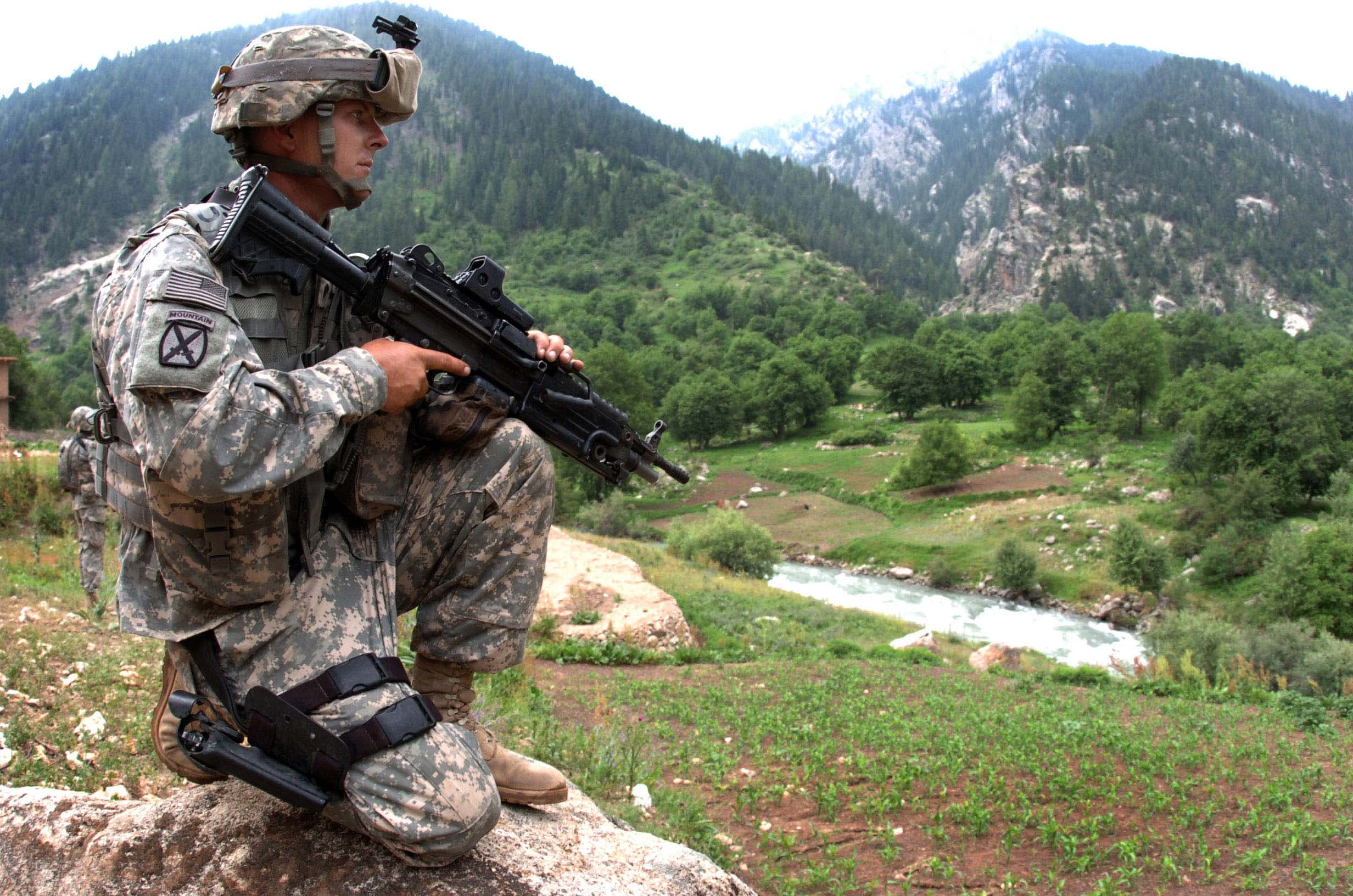
Патруль 10-ї гірсько-піхотної дивізії. 26 червня 2007. Афганістан

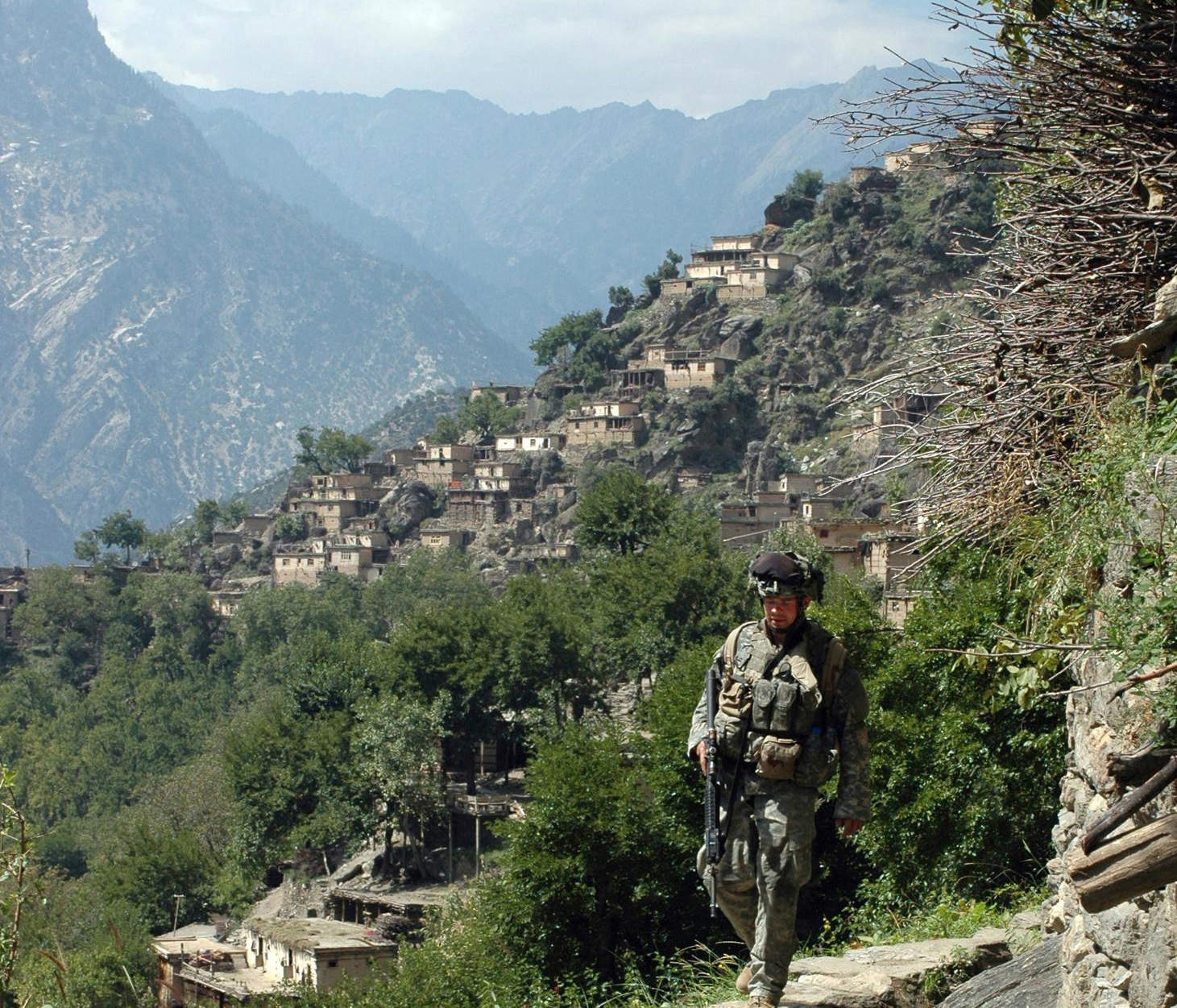
Патрулювання. Провінція Нуристан. Афганістан

Організаційно-штатна структура 10-ї дивізії